# وارد سوئینگل
وارْد سوئینگل (انگلیسی: Ward Swingle؛ ‏ ۲۱ سپتامبر ۱۹۲۷ – ۱۹ ژانویهٔ ۲۰۱۵) موسیقی‌دان سبک جاز و خواننده اهل ایالات متحده آمریکا بود. وی از سنین بسیار پایین به تحصیل موسیقی، به ویژه موسیقی جاز، پرداخت. او در کودکی کلارینت، ابوا و پیانو را آموخت و قبل از پایان دبیرستان در گروه‌های موسیقی بزرگ منطقه موبیل می‌نواخت. سوئینگل تحصیلات موسیقی خود را در هنرستان موسیقی سینسیناتی ادامه داد و در سال ۱۹۵۰ با درجه ممتاز از آنجا فارغ‌التحصیل شد. او همچنین با یک دانشجوی ویولن متولد فرانسه، فرانسواز دمورست، آشنا شد و این زوج در سال ۱۹۵۲ ازدواج کردند. او در سال ۲۰۰۴ از وزارت فرهنگ فرانسه نشان هنر و ادب گرفت.
از فیلم‌ها یا مجموعه‌های تلویزیونی که وی در آن‌ها نقش داشته است، می‌توان به دروازه‌های بهشت اشاره نمود.